# Joaquín González Echegaray
Joaquín González Echegaray (Santander, Cantabria, 2 de noviembre de 1930 - Santander, 22 de marzo de 2013) perteneciente a una familia con varios miembros destacables por sus aportaciones a la cultura, fue un prestigioso sacerdote, historiador, arqueólogo, escritor y biblista español que dirigió excavaciones en España y en Oriente Próximo. Son destacables las excavaciones de los yacimientos de cueva de Morín y Juyo, en Cantabria, y las de El Khiam en el desierto de Judá. También participó o dirigió las excavaciones de Julióbriga, las cuevas del Pendo, la Chora, el Otero, Rascaño, Altamira; Mogaret-ed-Dalal en Jordania, en el poblado neolítico de Rosmeer en Bélgica, Monte Cildá, el Castellar en Palencia, Santo Toribio de Liébana, la Catedral del Salvador de Ávila y la de Santander, la Clerecía de Salamanca, entre otras. Codescubridor del supuesto enterramiento auriñaciense de la cueva Morín en 1968, del santuario magdaleniense de la cueva del Juyo y de los restos del Portus Victoriae Iuliobrigensium.

## Biografía
Fue subdirector del Museo Regional de Prehistoria y Arqueología de Cantabria, en el que fue discípulo del naturalista y arqueólogo Jesús Carballo; presidente del Centro de Estudios Montañeses  entre 1977-1985; director del Museo Etnográfico de Cantabria; creador también y Director del Museo Nacional y Centro de Investigación de Altamira; creador y codirector, junto al profesor de la Universidad de Chicago Leslie Gordon Freeman, del Instituto para Investigaciones Prehistóricas (IPI), entre otras varias funciones vinculadas a la cultura y el patrimonio.
Fue uno de los introductores, junto con Leslie Gordon Freeman, de las modernas metodologías en excavaciones del Paleolítico Superior. Buen conocedor de la Historia Antigua y Medieval de los pueblos del norte de la península ibérica, es autor de la conocida obra Los Cántabros (Madrid, 1966). Son también destacables varios de sus estudios sobre la arqueología de los escenarios bíblicos y los beatos.
El 14 de marzo de 2007 fue nombrado Hijo Predilecto de Cantabria. Fue presidente del Cabildo Catedralicio y administrador de la Catedral de Santander hasta que Francisco Sánchez Gutiérrez le relevó en el cargo en 2008. El 14 de marzo de 2013 fue investido doctor honoris causa por la Universidad de Cantabria. El 31 de octubre de ese mismo año se le entregó a título póstumo el título de Hijo Predilecto de Santander.
Políglota, miembro de numerosas entidades científicas y autor de más de 200 artículos científicos, 21 trabajos diversos, más de 40 libros publicados en distintos países y lenguas, Profesor del Seminario Diocesano de Santander, de la Universidad Pontificia de Salamanca, de la de Deusto, de la Universidad de Chicago, colaborador de la Universidad Nacional de Educación a Distancia, profesor del Instituto Español Bíblico y Arqueológico de Jerusalén, impartió además innumerables cursos y conferencias a lo largo de su larga vida profesional.
Antes de su muerte dejó dos interesantes trabajos preparados para su edición; el primero relacionado con la aventura de las actividades arqueológicas en el Próximo Oriente a mediados del siglo XX y el segundo -éste en coautoría con Leslie G. Freeman- sintetizando en una visión global el resultado de sus campañas de excavación en el yacimiento del Magdaleniense Inferior de la cueva de El Juyo, yacimiento contemporáneo al arte de mayor expresividad de la cueva de Altamira, publicación póstuma numerada con el número 25 en la serie Monografías del Centro de Investigación y Museo de Altamira. Sus restos reposan en el Panteón de Personalidades Ilustres de su ciudad natal.

## Algunas de sus obras más conocidas
- El yacimiento de la Cueva de "El Pendo" (Excavaciones de 1953-57)[9][10]
- Manual de Etnografía Cántabra
- Obras completas de Beato de Liébana
- Orígenes del Neolítico sirio-palestino
- Cantabria en la transición al Medievo
- El Paleolítico superior de la Cueva del Rascaño (Santander)
- Arqueología y Evangelios (1994)[11]
- Los Cántabros
- Flavio Josefo
- Los Hechos de los Apóstoles y el mundo romano
- Pisando tus umbrales, Jerusalén: Historia antigua de la ciudad
- Jesús en Galilea
- El creciente fértil y la Biblia
- La Biblia desde la arqueología
- Orígenes del cristianismo en Cantabria
- Los Herodes: una dinastía real de los tiempos de Jesús
- González Echegaray, Joaquín; Varo Pineda, Francisco; Carbajosa Pérez, Ignacio (2013). La Biblia en su entorno. Verbo Divino. ISBN 978-84-9945-628-7.[12][13][14]